# Taboo American Style
Taboo American Style är en amerikansk miniserie pornografiska filmer i fyra delar, från 1985. Serien är regisserad av Henri Pachard, som själv medverkar, ehuru ej sexuellt. I serien förekommer tabubelagda sexuella förbindelser, såsom incest. Serien handlar om Nina (Raven), och därtill hennes familj; hennes bror (Tom Byron), hennes far (Paul Thomas). Familjen hör till den övre medelklassen, och håller sig med tjänstefolk. I första delen är Ninas mor (Gloria Leonard) otrogen med vaktmästaren, vars son Nina förlorat oskulden till, och Nina drar nytta av sin fars sinnestillstånd sedan han erfarit otroheten, och har sexuellt umgänge med honom. Ninas filosofi är att bruka sexuellt umgänge för att själv få dominans. Hon tar sålunda sin mors plats som "kvinnan i huset" och modern förvandlas från en dominant bestämmande kvinna, till ett vrak som tar medicin. I andra delen begagnar sig Nina av sin dominanta position, och får sin far att köpa en bil åt henne, återanställa vaktmästaren han sparkat, m.m. Hon får även sin bästa vän, dottern till vaktmästaren, att ha sexuellt umgänge med hennes mor och sin bror. I den tredje delen kommer Ninas bror hem från det college han under en period bevistat, tillsammans med sin flickvän, och Nina har sexuellt umgänge med dem båda. Nina utnyttjar sin far för att bli skådespelerska i en av faderns affärskamraters film. I slutet av avsnittet berättar Ninas mor för brodern om Ninas och hennes fars förbindelse, och det slutar med att brodern och modern själva har samlag med varandra, vilket Nina upptäcker. I den sista delen lämnar Nina familjehemmet, till faderns förtret, och ger sig hän åt skådespeleriet, samt har sexuellt umgänge med människor i filmbranschen.